# Ronald Takaki

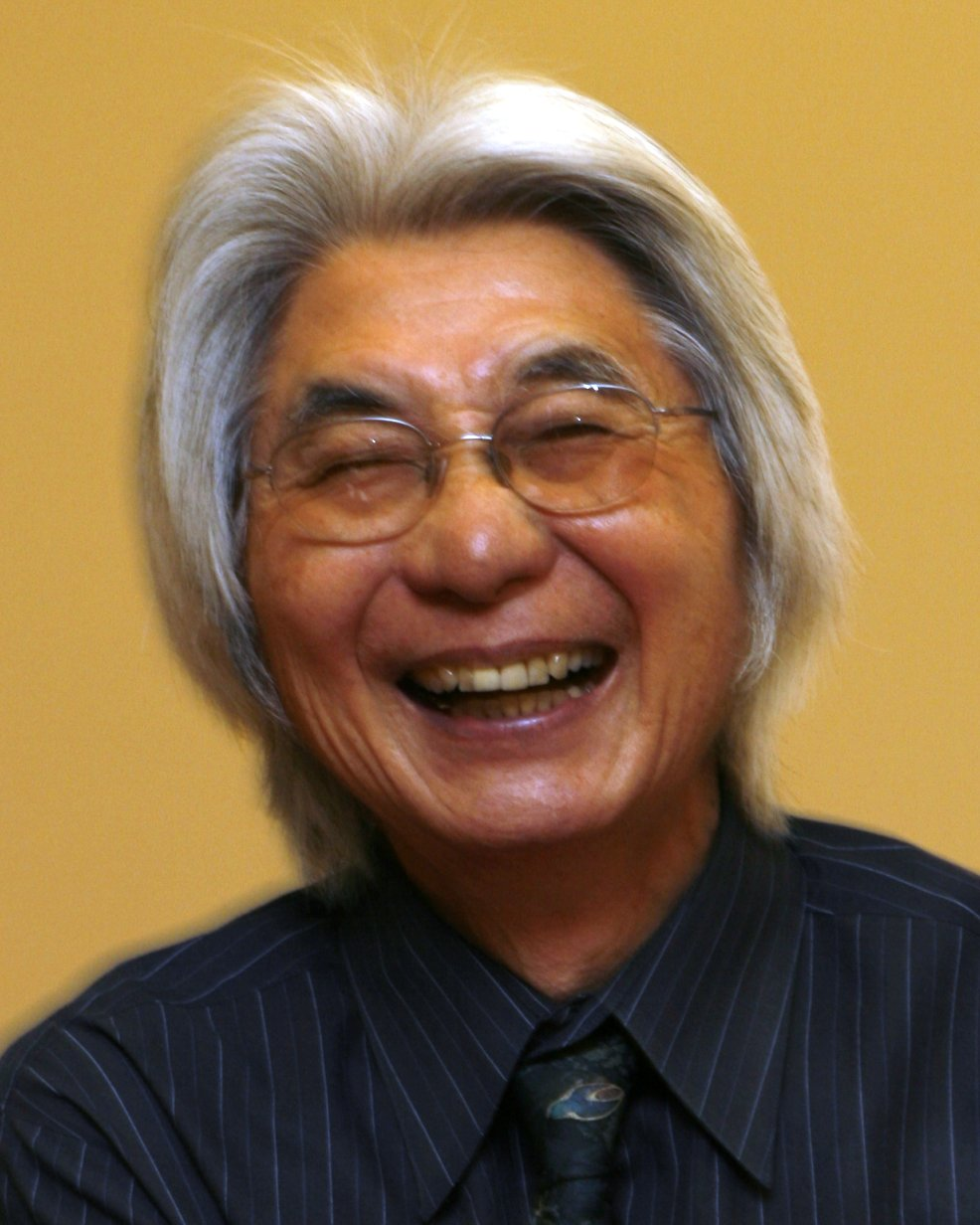
Ronald Takaki, 2007

Ronald Toshiyuki Takaki (* 12. April 1939 in Oʻahu, Hawaii; † 26. Mai 2009 in Berkeley, Kalifornien) war ein US-amerikanischer Historiker, Hochschullehrer, Ethnograph und Autor. In seiner Tätigkeit befasste er sich vor allem mit Themen im Zusammenhang mit der Einwanderung in die Vereinigten Staaten.

## Biografie

### Herkunft, Schule, Studium
Takaki war Sohn japanischer Eltern, die auf den Zuckerrohrplantagen Hawaiis arbeiteten. Obgleich er als Jugendlicher mehr den Strandleben und dem Surfen anhing, wurde er aufgrund einer Empfehlung eines seiner Lehrer zum Collegebesuch angeregt. Als einer der wenigen asiatischen Studenten auf dem College of Wooster in Ohio wurde er mit dem Problem des rassisch Anders-Seins konfrontiert, was seine Zukunftspläne beeinflusste. Seinen Bachelorabschluss im Fach Geschichte machte er 1961 gefolgt von einem Master 1962 und seiner Promotion 1967 an der University of California, Berkeley. Seine Doktorarbeit befasste sich mit der Sklaverei in Amerika und den dieser zugrundeliegenden Vorstellungen und wurde später als Buch veröffentlicht.

### Akademische Laufbahn
Takaki wurde an der University of California, Los Angeles Dozent und unterrichtete als erster dort über die Geschichte der Schwarzen (Black History). 1972 wurde er an seine Alma Mater nach Berkeley berufen. Seine Vorlesungen zum Beispiel über Die Ungleichheit der Rassen in Amerika waren die Grundlage für die Entwicklung des Studiengangs Ethnische Studien, der heute bis zur Promotion führt. Im Jahre 2004 wurde Takaki nach über 30 Jahren in Berkeley emeritiert.

### Familie und Tod
Takaki war mit Carol Rankin verheiratet. Das Paar hat drei Kinder. Takaki starb durch Suizid, nachdem er 20 Jahre an Multipler Sklerose gelitten hatte.

## Veröffentlichungen
- A Pro-Slavery Crusade: The Agitation to Reopen the African Slave Trade. Free Press, New York City 1971, ISBN 0-02-932430-0.
- Iron Cages: Race and Culture in Nineteenth-Century America. Alfred A. Knopf, New York City 1979, ISBN 0-394-48310-3.
- Pau Hana: Plantation Life and Lobor in Hawaii, 1835–1920. University of Hawaii Press, Honolulu 1984, ISBN 0-8248-0956-4.
- From Different Shores: Perspectives on Race and Ethnicity in America. Oxford University Press, Oxford, England 1994, ISBN 0-19-508368-7.
- Strangers from a Different Shore: A History of Asian Americans. Little, Brown and Company, Boston, Massachusetts 1989, ISBN 0-8335-6169-3.
  - Adapted by Rebecca Stefoff: Raising Cane: The World of Plantation Hawaii. Chelsea House Publications, New York/Philadelphia 1994, ISBN 0-7910-2178-5.
- A Different Mirror: A History of Multicultural America. Little, Brown and Company, Boston 1993, ISBN 0-316-83112-3.
  - Adapted by Rebecca Stefoff: A different Mirror for young people: A History of Multicultural America. Seven Stories Press, New York City 2012, ISBN 978-1-60980-484-8.
- Violence in the Black Imagination: Essays and Documents. Oxford University Press, Oxford, England 1993, ISBN 0-19-508249-4.
- A Larger Memory: A History of Our Diversity with Voices. Little, Brown and Company, Boston 1993, ISBN 0-316-83169-7.
- Ethnic Islands: The Emergence of Urban Chinese America. Chelsea House, New York City 1994, ISBN 0-7910-2180-7.
- Issei and Nisei: The Settling of Japanese America. Facts on File, New York City 1994, ISBN 0-7910-2179-3.
- From Different Shores: Perspectives on Race and Ethnicity in America. Oxford University Press, Oxford, England 1994, ISBN 0-19-508368-7.
- Hiroshima: Why America Dropped the Atomic Bomb. Little, Brown and Company, Boston 1995, ISBN 0-316-83124-7.
- India in the West. South Asians in America. Chelsea House, New York City 1995, ISBN 0-7910-2186-6.
- Lives of Notable Asian Americans: Business, Politics, Science. Chelsea House, New York City 1995, ISBN 0-7910-2189-0.
- mit Rebecca Solnit: Tracing Cultures. Introduction by Andy Grunberg. Friends of Photography, San Francisco 1995, ISBN 0-933286-69-4.
- Double Victory: A Multicultural History of America in World War II. Little, Brown, Boston 2000, ISBN 0-316-83155-7.
- Debating Diversity: Clashing Perspectives on Race and Ethnicity in America. Oxford University Press, Oxford, England 2002, ISBN 0-19-514651-4.

| Personendaten    | Personendaten                                                       |
| ---------------- | ------------------------------------------------------------------- |
| NAME             | Takaki, Ronald                                                      |
| ALTERNATIVNAMEN  | Takaki, Ronald Toshiyuki (vollständiger Name)                       |
| KURZBESCHREIBUNG | US-amerikanischer Historiker, Hochschullehrer, Ethnograph und Autor |
| GEBURTSDATUM     | 12. April 1939                                                      |
| GEBURTSORT       | Oʻahu, Hawaii                                                       |
| STERBEDATUM      | 26. Mai 2009                                                        |
| STERBEORT        | Berkeley, Kalifornien                                               |